# Kazimierz Wünsche
Kazimierz Roman Wünsche (ur. 5 czerwca 1919 w Jarosławiu, zm. 10 lipca 1980 w Warszawie) – kapitan pilot Wojska Polskiego, kawaler Krzyża Srebrnego Orderu Wojennego Virtuti Militari.

## Życiorys
Syn Edwarda i Stanisławy z domu Talent. Szkołę podstawową ukończył w Bydgoszczy, a gimnazjum matematyczno-przyrodnicze w Jarosławiu. W 1936 wstąpił do Szkoły Podoficerów Lotnictwa dla Małoletnich w Bydgoszczy. Wiosną 1939 przydzielony został do 111 eskadry myśliwskiej 1 pułku lotniczego (III/1 dywizjon myśliwski). W maju 1939 eskadra weszła w skład nowo formującej się Brygady Pościgowej. W czasie walk latał jako boczny w kluczu Mirosława Ferića.
W kampanii wrześniowej wykonał łącznie 16 lotów na PZL P.11. Zgłosił zestrzelenie Heinkla He 111 i uszkodzenie Dorniera Do 17, ale to nie zostało mu uznane. Uniknął niewoli i 18 września 1939 przedostał się do Rumunii. Został internowany i osadzony w obozie, lecz zdołał z niego uciec i 11 listopada 1939 na pokładzie statku „St. Nicolas” przybył do Francji.
Przeszedł przeszkolenie na myśliwcach francuskich w polskiej bazie w Lyon Bron i został skierowany do służby w kluczu frontowym „Pa” por. Ludwika Paszkiewicza operującym przy francuskim II/8 dywizjonie myśliwskim i latającym na samolotach Bloch MB.152. Latając w tym dywizjonie osłaniał m.in. aliancką ewakuację w rejonie Dunkierki.
Po upadku Francji jednym z ostatnich transportów odpłynął z portu La Rochelle na pokładzie „Robura III”, dotarł 23 czerwca do Plymouth w Wielkiej Brytanii i został skierowany do bazy w Blackpool. Przeszedł przeszkolenie na angielskich samolotach myśliwskich, otrzymał numer służbowy 793443 a następnie P-2096. 2 sierpnia 1940 roku, przydzielony został do 303 dywizjonu myśliwskiego im. Tadeusza Kościuszki, gdzie dotarł 12 sierpnia 1940. Po dokończeniu szkolenia 16 sierpnia wszedł w skład personelu bojowego dywizjonu 303 i rozpoczął loty bojowe. 31 sierpnia 1940 zestrzelił w rejonie Biggin Hill Messerschmitta Bf 109, 5 i 6 września 1940 zestrzelił jeszcze po jednym Bf 109. 9 września 1940 w rejonie miejscowości Hove został zestrzelony i musiał skakać ze spadochronem. Z uszkodzonym kręgosłupem, poparzony, ranny w rękę i nogę trafił do szpitala. Po wyleczeniu wrócił do latania operacyjnego. 23 października wrócił do bojowego latania w dywizjonie 303, 23 czerwca 1941 nad Desvres zestrzelił Bf 109. Po zaliczeniu tury lotów bojowych 4 września 1942 roku odszedł na odpoczynek do 58 Operational Training Unit (OTU) w Grangemouth na stanowisko instruktora. 1 stycznia 1943 roku został awansowany na stopień podporucznika i otrzymał nowy numer służbowy P-2096. W marcu 1943 roku został skierowany na kurs oficerski w bazie RAF Cosford. Po jego ukończeniu 11 października został przydzielony do Bazy Lotnictwa Polskiego w Blackpool. 18 kwietnia 1944 roku został przydzielony do latającego na Mustangach III dywizjonu 315 „Dęblińskiego”, gdzie w grudniu został mianowany dowódcą eskadry B. Po zakończeniu działań wojennych w grudniu 1945 roku otrzymał przydział do dywizjonu 309 „Ziemi Czerwieńskiej” na stanowisko oficera nawigacyjnego. Na stanowisku tym służył do czasu rozwiązania dywizjonu na początku stycznia 1947.
Wünsche zakończył służbę w polskim lotnictwie jako porucznik i Flight Lieutenant. Na wojnie wykonał łącznie 265 lotów bojowych.
Po demobilizacji ożenił się z Ireną Czapińską, a w 1947 wrócił do Polski. W 1948 ochotniczo wstąpił do Wojska Polskiego i służył w Ludowym Lotnictwie Polskim (początkowo w 3 pułku lotnictwa myśliwskiego jako dowódca eskadry, później w Oficerskiej Szkole Lotniczej w Dęblinie jako instruktor). W 1951 (rozkazem MON nr 492 z 8 czerwca 1951 r.) został awansowany do stopnia kapitana. We wrześniu 1952, „(...) ze względu na przeszłość polityczną oraz obecne wrogie oblicze w stosunku do Polski Ludowej” został przeniesiony do rezerwy z nalotem 2186 godzin na 27 typach samolotów.
W latach 1952–1955 pracował w Państwowej Komisji Samochodowej w Warszawie. 27 września 1955 wystosował prośbę do ministra zdrowia o przyjęcie go do pracy w charakterze pilota lotnictwa sanitarnego. Jego podanie zostało rozpatrzone pozytywnie i na wniosek Ministerstwa Zdrowia od 1 stycznia 1956 został zaangażowany przez Wojewódzką Stację Pogotowia Ratunkowego w Białymstoku. Od 22 lutego 1957 latał jako pilot Centralnego Zespołu Lotnictwa Sanitarnego w Warszawie. Latał na samolotach jedno- i dwusilnikowych, a także na śmigłowcach. Jako jeden z pierwszych pilotów sanitarnych latał na śmigłowcach w Bieszczadach. Po zawale serca przestał latać 30 września 1970 i przeszedł na rentę inwalidzką. W trakcie swej kariery pilota na samolotach i śmigłowcach wylatał 5997 godzin. Zmarł 10 lipca 1980 w Warszawie, został pochowany na cmentarzu Powązki Wojskowe (kwatera B39-9-6).

## Zestrzelenia
Na liście Bajana został sklasyfikowany na 47. pozycji, ma uznane oficjalnie zestrzelenie 4 ½ niemieckich samolotów. Opracowania dostępne na stronach internetowych mówią o dwóch dodatkowych zestrzeleniach uzyskanych przez Kazimierza Wünsche (jedno podczas kampanii wrześniowej, drugie podczas kampanii francuskiej 1940), lecz nie zostały one oficjalnie uznane.
- Bf 109 – 31 sierpnia 1940 (pilotował Hurricane I, RF-C nr V7244, zestrzelony Bf 109E-4 nr 1399 z 1/LG2)
- Bf 109 – 5 września 1940 (pilotował Hurricane I, RF-S nr V7289, zestrzelony Bf 109E-4 nr 5353 z 5/JG54)
- Bf 109 – 6 września 1940 (pilotował Hurricane I, RF-S nr V7289 zestrzelony Bf 109E nr 1380 z III/JG27)
- Bf 109 – 23 czerwca 1941 (pilotował Spitfire II, RF-B nr P8325)
- ½ Ju 88 – 3 lipca 1942 (pilotował Spitfire VB, nr AB151)
- ½ V-1 – 3 sierpnia 1944

## Awanse
- podporucznik – 31 grudnia 1942
- porucznik – 1 lipca 1943
- kapitan – 8 czerwca 1951

## Ordery i odznaczenia
- Polowy Znak Pilota (nr 426)
- Odznaka za Rany i Kontuzje
- Krzyż Srebrny Orderu Wojennego Virtuti Militari (nr 8829) – 23 grudnia 1940 r.[a]
- Krzyż Walecznych – czterokrotnie w latach 1940–1944 r. (10 września 1941, 20 sierpnia 1942, 20 grudnia 1943, 30 grudnia 1944)
- Medal Lotniczy – czterokrotnie
- Krzyż Kawalerski Orderu Odrodzenia Polski – za działalność w Lotnictwie Sanitarnym
- Złoty Krzyż Zasługi – za działalność w Lotnictwie Sanitarnym
- francuski Croix de Guerre 1939–1945
- angielski Distinguished Flying Medal
- angielski Distinguished Flying Cross (26 maja 1945).